# Courtenay (Isère)
Courtenay település Franciaországban, Isère megyében. Lakosainak száma 1288 fő (2022. január 1.). Courtenay Soleymieu, Bouvesse-Quirieu, Charette, Creys-Mépieu, Optevoz, Saint-Baudille-de-la-Tour és Arandon-Passins községekkel határos.

## Népesség
A település népességének változása:
| Lakosok száma | 608  | 637  | 667  | 1041 | 1268 | 1276 | 1276 | 1282 | 1287 | 1288 |
|               | 1968 | 1982 | 1990 | 2006 | 2013 | 2015 | 2017 | 2019 | 2020 | 2022 |